# Regressão à média
Em estatística, a regressão à média é o fenómeno que se apresenta quando uma variável extrema aparece na sua primeira medição, ela tenderá a ser mais próxima da média em sua segunda medição e, paradoxalmente, se é extrema na sua segunda medição, ela tenderá a ter sido mais próxima da média em sua primeira.

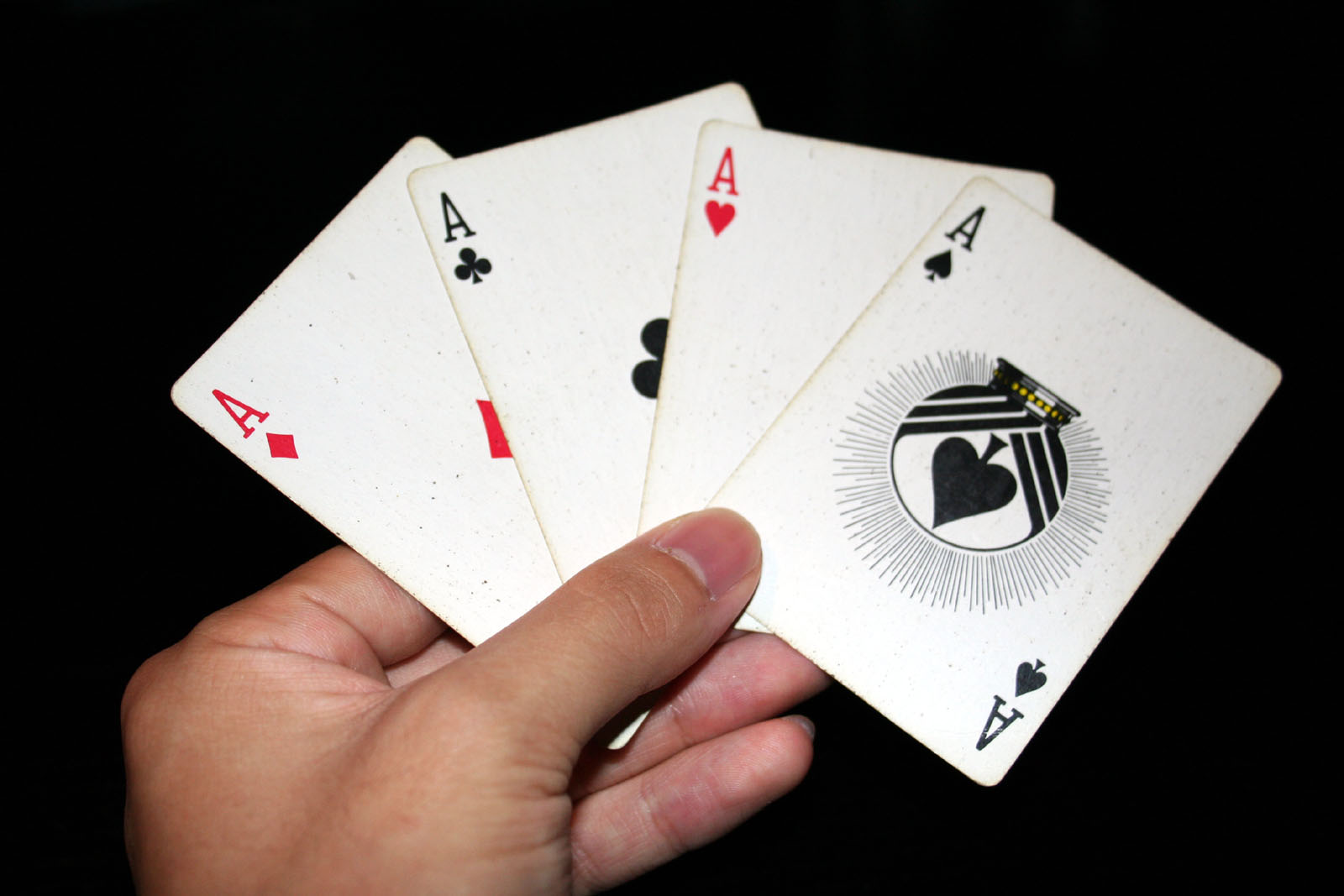
Há uma grande probabilidade de um acontecimento extraordinário ser somente acaso

A regressão à média define que em qualquer série de eventos aleatórios, há uma grande probabilidade de um acontecimento extraordinário ser seguido, em virtude puramente do acaso, por um acontecimento mais corriqueiro.

## Exemplo
O fenômeno de regressão à média explica porque é imprescindível a presença de um grupo controle para avaliar se uma intervenção é benéfica. O Journal of American College of Cardiology publicou um ensaio clínico randomizado, avaliando o efeito do transplante de células-tronco na melhora da fração de ejeção em pacientes com miocardiopatia isquêmica. Metade dos pacientes recebeu células-tronco e a outra metade não, servindo de grupo controle. A média da fração de ejeção no grupo controle apresentou um aumento de 7% em termos absolutos, sem que nada fosse feito. O grupo transplantado apresentou uma melhora maior, a qual foi estatisticamente superior ao grupo controle, concluindo-se que a terapia influenciou positivamente na função ventricular. Agora imaginem se o tratamento não servisse para nada e os autores fizessem um estudo sem grupo controle. A melhora de 7% entre antes e depois, estatisticamente significante, lhes faria concluir que a terapia teria funcionado. Mas essa melhora decorreu do fenômeno de regressão à média. Isso ocorre quando uma amostra é selecionada com base em uma característica anormal, no caso, fração de ejeção muito baixa. Alguns desses pacientes estão com valores tão baixos por acaso. Quando é feita uma segunda medida, eles tendem a regredir à média, elevando a média geral do grupo.
É por este mesmo motivo que ensaios clínicos de drogas anti-hipertensivas e anti-lipidêmicas precisam de grupo controle, não basta medir antes e depois, pois a segunda medida da pressão arterial e do colesterol sempre tenderá a ser menor, uma vez que a seleção da amostra foi feita com base na variável de interesse sendo anormal.